# 聖拉德貢德教堂

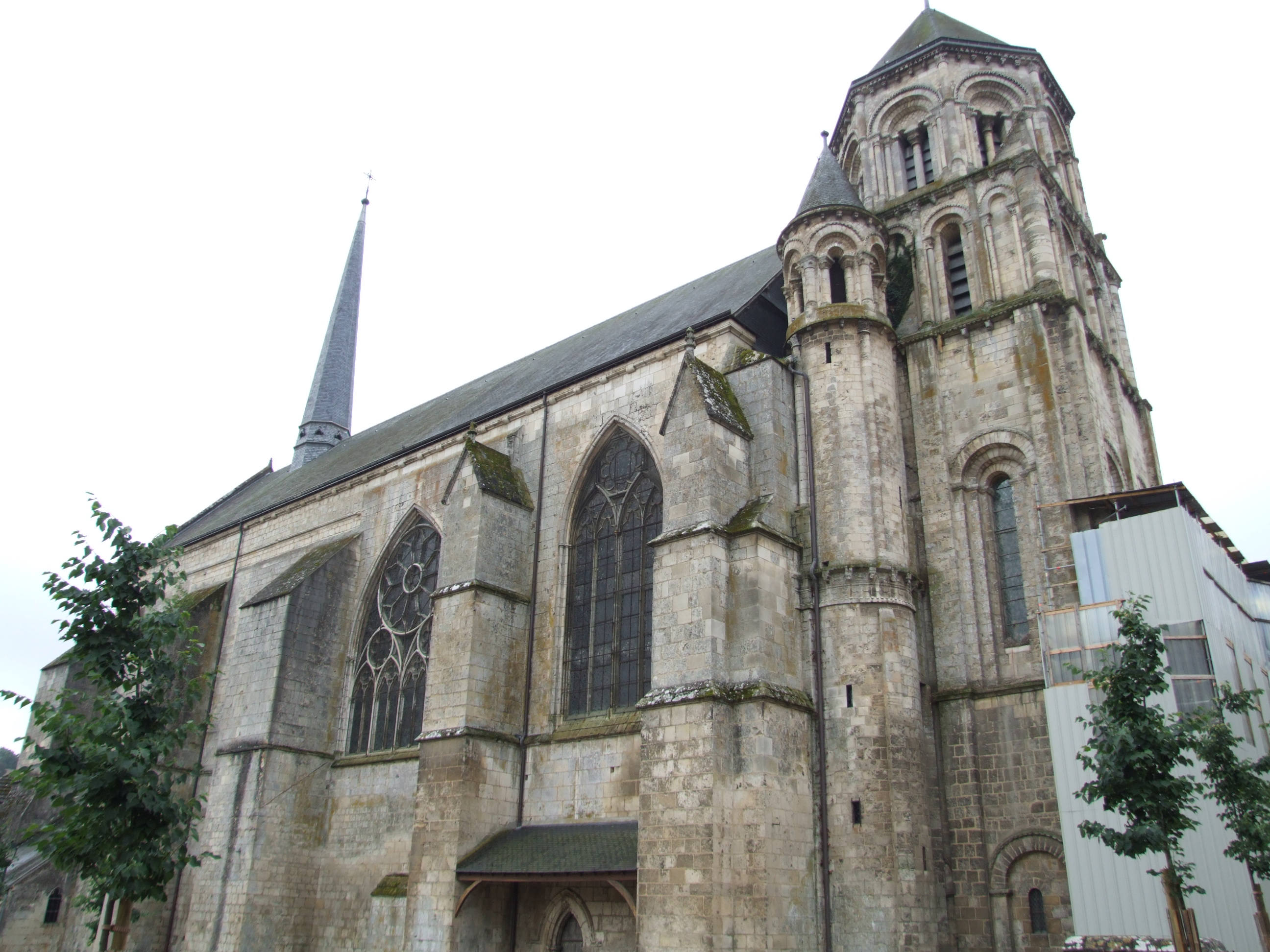
聖拉德貢德教堂

聖拉德貢德教堂（法語：Église Sainte-Radegonde）是位於法國城市普瓦捷的一座教堂。教堂為中世紀時期的羅馬式建築，始建於6世紀。教堂名稱取自於聖拉德貢德。現在聖拉德貢德教堂是普瓦捷有名的觀光景點之一。